# Torrent du Ribon
Pour les articles homonymes, voir Ribon.
Le torrent du Ribon est un torrent de France situé dans les Alpes, en Savoie.

## Géographie
Le torrent se trouve dans la haute vallée de la Maurienne, entre la pointe de Charbonnel (3 752 m) au nord-est et le massif du Mont-Cenis au sud-ouest, notamment la pointe de Ronce (3 612 m) et la pointe du Lamet (3 504 m). Il prend sa source au glacier de l'Arcelle situé au nord de celui de Rochemelon et se jette dans l'Arc dont il est l'un des premiers affluents juste en aval de Bessans.
Sa vallée glaciaire suspendue au-dessus de la Haute-Maurienne est pratiquement rectiligne, bordée par des parois abruptes, au fond plat et reliée à la vallée de l'Arc par de courtes gorges. Un sentier de randonnée remonte toute la vallée en rive droite. Sa vallée constitue une ZNIEFF de type I et est inclus dans celle de type II du massif du Mont-Cenis.

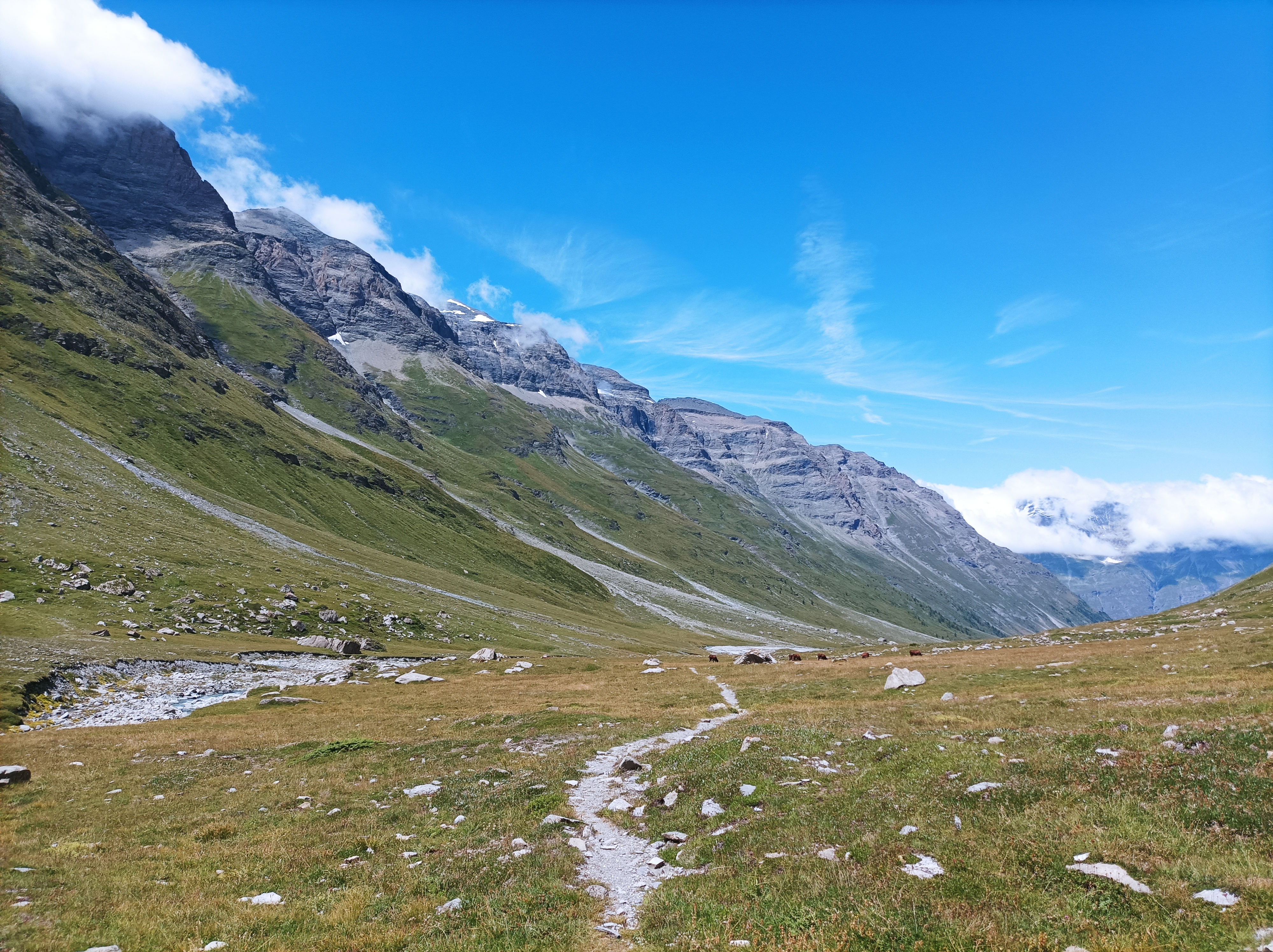
La vallée du Ribon vue en direction de l'aval.